# Otto Arosemena Gómez
Otto Arosemena Gómez, (Guayaquil, 19 de julio de 1924 - Salinas, 20 de abril de 1984) fue un político y abogado guayaquileño, y presidente del Ecuador en el periodo de noviembre de 1966 hasta agosto de 1968.

## Biografía
Nació en Guayaquil el 19 de julio de 1925. Fue hijo de Luis Alberto Arosemena Tola y de Mercedes Gómez Santistevan. Realizó sus estudios en la Escuela San José de los Hermanos Cristianos y en el Colegio Salesiano Cristóbal Colón, para finalmente graduarse de bachiller en Ciencias Filosófico Sociales en el Colegio Nacional Vicente Rocafuerte de la misma ciudad. Ingresó entonces a la Universidad de Guayaquil en la que obtuvo en 1955 el título de doctor en Jurisprudencia y abogado de los Tribunales de Justicia. Fue sobrino de Carlos Julio Arosemena Tola y primo hermano de Carlos Julio Arosemena Monroy, también presidente de la República.

### Matrimonio y  descendencia
En 1947 contrajo matrimonio en Guayaquil con la dama portovejense Lucila Santos Trujillo, y en 1955 adquirieron una propiedad de estilo neocolonial a la que bautizaron con el nombre de Villa Lucila, ubicada en la esquina de las calles Chambers y 5 de Junio, del barrio Cuba. Allí nacieron sus tres hijos:
- Otto Luis Arosemena Santos
- Fabiola Lucila Arosemena Santos
- María Auxiliadora Arosemena Santos

## Vida política
En el año 1951 fue nombrado miembro del Tribunal Electoral del Guayas, organismo del cual ocupó luego la presidencia.
Desde 1954 su carrera política ascendió de manera vertiginosa al ser elegido diputado por la provincia del Guayas al Congreso Nacional, cargo al que fue reelegido en 1956. Un año después fue elegido Presidente de la Cámara de Diputados, en 1960 senador por el comercio del litoral y vocal de la Junta Monetaria en representación del Congreso, y en 1961 presidente de la Junta Monetaria y vicepresidente de la Cámara del Senado.
Combatió a la Junta Militar de Gobierno que en julio de 1963 había derrocado a su primo hermano, el presidente de la República Carlos Julio Arosemena Monroy; y en 1965, cuando el país se debatía en una de sus peores crisis políticas, sociales y económicas -debido del desgobierno dictatorial-, fundó en Quito un nuevo partido político al que denominó Coalición Institucionalista Democrática (CID).
Un año después fue elegido diputado a la Asamblea Constituyente convocada por el presidente Clemente Yerovi, la misma que el 16 de noviembre de 1966 lo eligió Presidente Interino de la República. El 25 de mayo de 1967 la Asamblea Constituyente expidió en Quito la XVII Constitución y ratificó a Otto Arosemena Gómez como Presidente Constitucional.

## Presidencia Constitucional del Ecuador
Su llegada a la presidencia vino a confirmar la confianza que el país había empezado a experimentar desde que Clemente Yerovi inició su corta administración, por lo que los inversionistas, tanto nacionales como extranjeros, trajeron sus capitales e iniciaron importantes negociaciones que impulsaron el desarrollo nacional.

Organicé mi primer gabinete pretendiendo que fuera expresión del pensamiento y sentimiento nacionales, al margen de partidismos y de odios inspirados en principios ideológicos, con los que yo no estoy de acuerdo (Dr. O. Arosemena G.- Infamia y Verdad).

Por aquella época el pueblo tuvo la creencia de que el retorno al régimen constitucional había traído la buena suerte al Ecuador, debido a que en los primeros días de marzo de 1967, del pozo Lago Agrio nro. 1 empezó a manar el tan ansiado petróleo del oriente ecuatoriano.
Ese mismo año concurrió a la reunión de Presidentes de América que se celebró en Punta del Este, Uruguay, donde en un acto de trascendencia internacional expresó opiniones francas y tajantes con respecto a los errores de la política norteamericana con relación a los países de América Latina y el fracaso del programa Alianza para el Progreso; siendo entonces el único mandatario entre los presentes que rechazó firmar la llamada “Declaración de los Presidentes de América”, por encontrarla insuficiente y falta de contenido práctico.

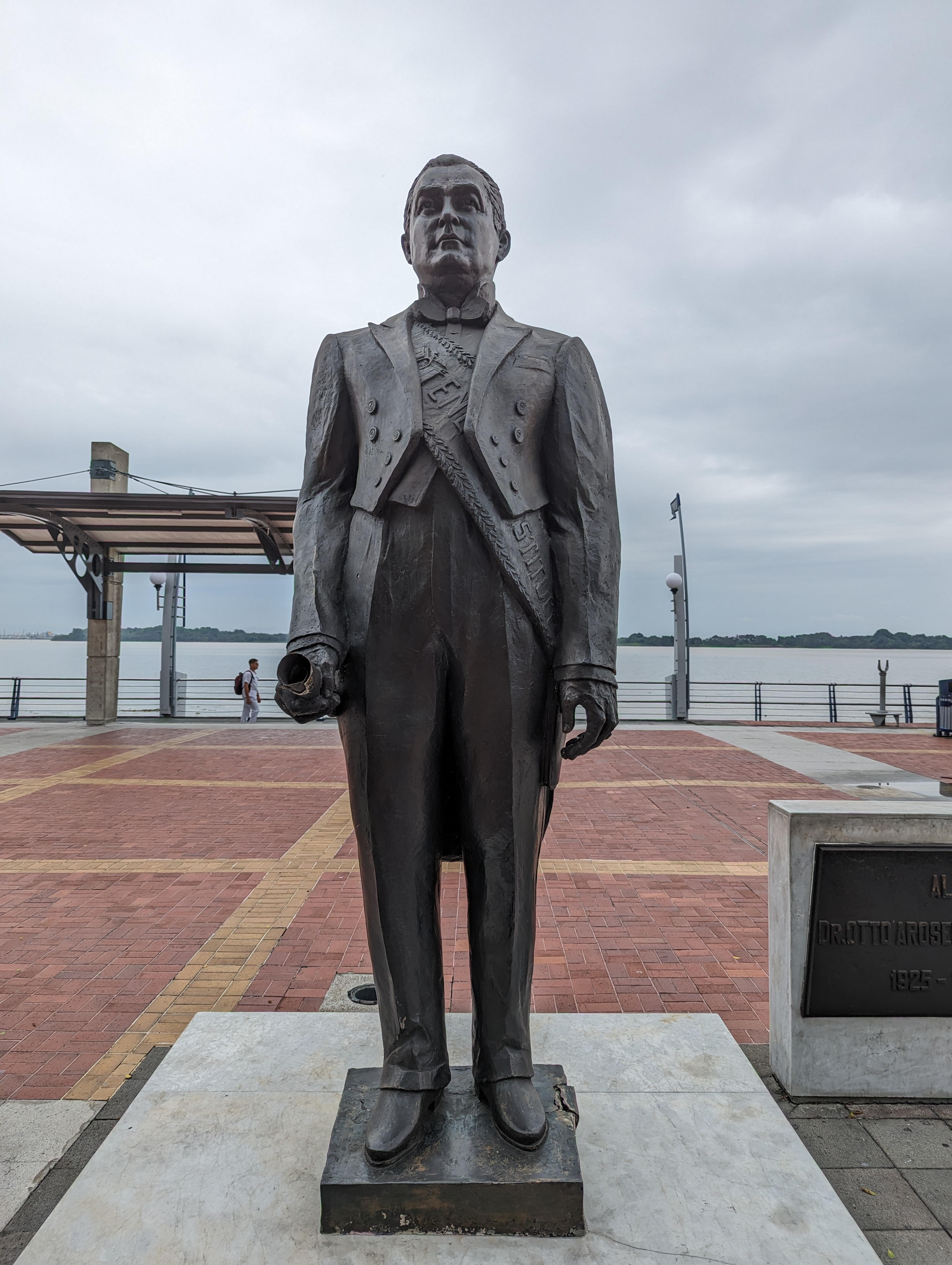
Monumento de Otto Arosemena en el Malecón 2000.

Entre las principales obras realizadas por su gobierno se destacan la creación del Ministerio de Salud Pública, la construcción y terminación del Puente de la Unidad Nacional; la ampliación y terminación de las obras portuarias de Manta, las carreteras Ambato-Riobamba y El Empalme-Quevedo, la electrificación de Manabí y la península de Santa Elena, la rehabilitación del ferrocarril Quito-Guayaquil, el fomento a las telecomunicaciones y el impulso que dio a numerosas obras públicas.
Llevó a cabo -y quizás esta sea su obra más importante- un plan de construcciones escolares por medio del cual se fabricaron 1.7 escuelas por día.
Su gobierno, aunque de corta duración, le permitió impulsar notablemente el desarrollo del país y asegurar la consolidación de la democracia, y de acuerdo con lo establecido por la ley y en cumplimiento de la misión para la que había sido elegido, convocó a elecciones presidenciales a las que él mismo calificó de “Bárbaramente Libres”, en las que por quinta y última vez triunfó el Dr. José María Velasco Ibarra. Terminó su mandato constitucional el 31 de agosto de 1968.
Ulteriormente, sus adversarios políticos lo atacaron duramente, acusándolo sobre todo en lo atinente con asuntos petroleros del Ecuador, a lo que él contestó con la publicación de su libro Infamia y verdad, en el que trata sobre la política petrolera de su gobierno.

## Vida Post- Presidencia
Fue profesor de Historia y Geografía política de varios colegios y catedrático de las universidades de Guayaquil y Católica de Santiago de Guayaquil.
Continuó participando en la política nacional y asistió al Congreso como diputado o representante nacional hasta el día de su muerte. Durante su participación en la Cámara de Representantes, en una de las sesiones sacó un revólver y disparó dentro de la misma, hiriendo a dos personas, por lo cual tuvo que enfrentar un proceso legal del que fue sobreseído definitivamente en 1981 por la Corte Suprema de Justicia "...debido a que actúo presionado por una 'fuerza irresistible'".
Murió a los 58 años, el 20 de abril de 1984, a causa de una afección cardíaca en el balneario de Salinas.

## Condecoraciones y méritos
- Gran Collar de la Orden Nacional de San Lorenzo, designada al Gran Maestre de la Orden de mayor rango en el Ecuador, presidida por el presidente de la República de turno.